# Place des Invalides (Paris)
Der Place des Invalides ist ein Platz im 7. Arrondissement von Paris.

## Lage
Der Platz liegt an der Rue de Grenelle und bildet die Abzweigung zur Avenue du Maréchal-Gallieni, die zur Pont Alexandre III führt.

## Namensursprung
Der Platz hat diesen Namen, da er vor dem Hôtel des Invalides liegt.

## Geschichte
An der Stelle des heutigen Platzes befand sich lediglich eine frei Stelle die per Arrêté municipal vom 27. August 1998 „Rond-point du Bleuet-de-France“ genannt wurde. Im Jahr 2018 beauftragte das Office national des anciens combattants den Künstler Crey 132, anlässlich des hundertsten Jahrestages des Waffenstillstands des Ersten Weltkriegs ein ovales Fresko in den Farben des Bleuet de France auf dem Kreisverkehr zu schaffen.